# Abdulaziz Belraysh
Abdulaziz Belraysh est un footballeur international libyen né le 12 juillet 1990. Il évolue au poste de défenseur avec Al-Ittihad Tripoli.

## Palmarès
- Champion de Libye : 2009, 2010
- Vainqueur de la Coupe de Libye : 2009
- Vainqueur de la Supercoupe de Libye : 2009, 2010